# Wet op de omzetbelasting 1968
De Nederlandse Wet op de omzetbelasting 1968 (kortweg Wet OB 1968) uit 28 juni 1968 regelt de  omzetbelasting volgens het stelsel van heffing over de toegevoegde waarde (btw), die in 1969 is ingevoerd, en het eerdere cumulatieve cascadestelsel verving. De wet was een implementatie van de zogenaamde eerste en tweede btw-richtlijnen van de Europese Gemeenschap. 

## Nederlandse wetgeving in relatie tot EU-richtlijnen
De introductie van het Nederlandse btw-stelsel per 1 januari 1969 is gebaseerd op de Eerste en Tweede btw-richtlijn van de EU en is later verder geharmoniseerd. Met name de Zesde btw-richtlijn, die per 1 januari 2007 is vervangen door de btw-richtlijn (Richtlijn 2006/112/EG) die in Nederland met ingang van 1 januari 1979 heeft geleid tot belangrijke aanpassingen van de Wet, neemt een belangrijke positie in. 

## Werking omzetbelasting
Omzetbelasting (of btw) wordt geheven over de toegevoegde waarde. De producenten en leveranciers verhogen de prijs van een product of dienst met het bedrag van de btw. Achteraf moeten zij dit btw-bedrag aan de staat voldoen. Het lijkt alsof de ondernemer de omzetbelasting betaalt, maar in werkelijkheid wordt de btw doorberekend aan de consument (ook wel eindverbruiker genoemd). Een omzetbelasting werkt proportioneel als er maar één tarief is, doordat iedereen dan hetzelfde percentage over al zijn aankopen betaalt. Nederland kent drie btw-percentages, te weten 21%, 9% en 0%. Hiernaast kent Nederland nog prestaties die voor de omzetbelasting vrijgesteld zijn en activiteiten die voor de omzetbelasting niet als prestaties gezien worden (bijvoorbeeld dividend).

### Omzetbelasting vanwege levering van goederen of verrichten van diensten
Omzetbelasting wordt onder andere geheven van de (niet vrijgestelde) ondernemer die goederen levert of diensten verricht in Nederland. Verricht een ondernemer een dergelijke prestatie buiten Nederland dan is deze hierover geen Nederlandse omzetbelasting verschuldigd. 
Al wordt de bij de belastingplichtige de omzetbelasting geheven, het drukt in de meeste gevallen niet op hem, maar op de consument (of eindverbruiker). Deze betaalt uiteindelijk de volledige prijs inclusief btw van het product of dienst. 
Indien en voor zover de afnemer van die prestatie kan aantonen dat hijzelf een belastingplichtig ondernemer is en de aan hem geleverde prestaties worden gebruikt binnen zijn onderneming, kan hij de betaalde belasting als voorbelasting terugkrijgen van de fiscus.
Meestal is de verhuur van een onroerende zaak vrijgesteld van btw.

### Omzetbelasting vanwege aankopen in andere EU-landen
Daarnaast is een ondernemer die in een ander EU-land goederen koopt Nederlandse omzetbelasting verschuldigd. In dit geval wordt dus geen buitenlandse btw door de leverancier in rekening gebracht. Er is in dit geval sprake van een intracommunautaire levering. De ondernemer die de goederen koopt dient deze btw bij zijn maandelijkse aangifte omzetbelasting op te geven. Ook in dit geval heeft de ondernemer recht op  voorbelasting. Deze dient hij gelijktijdig bij de intracommunautaire verwerving op de aangifte aan te geven. Dit betekent dat er effectief geen btw wordt afgedragen. 

### Omzetbelasting vanwege invoer
Ook bij invoer wordt omzetbelasting geheven. Hiervan is sprake indien goederen van buiten de EU worden vervoerd. In tegenstelling tot de levering van goederen, het verrichten van diensten en het aankopen uit andere EU-landen wordt bij invoer ook geheven van niet-ondernemers (particulieren). 
De belasting wordt geheven door de douane bij invoer. Bij invoer dient gelijk te worden betaald. Voor ondernemers die veel invoeren is dit nogal bezwaarlijk. Voor deze groep is een verleggingsregeling mogelijk. Dit houdt in dat zij dat wat zij invoeren op aangifte mogen vermelden.

## Aangiftebelasting
Omzetbelasting is een aangiftebelasting. Dit houdt in dat de belastingplichtige (meestal ondernemer) bij het doen van aangifte gelijk een aanslag oplegt. Dit in tegenstelling tot aanslagbelastingen (onder andere inkomstenbelasting). Daar wordt de aanslag door de inspecteur van de Belastingdienst opgelegd. De aangifte en de betaling dient uiterlijk één maand na het verstrijken belastingtijdvak bij de Belastingdienst binnen zijn.
Het doen van aangifte kan digitaal. Dit loopt via een beveiligd gedeelte (met HTTPS). Hiervoor moet een gebruikersnaam worden aangevraagd. Het kan maximaal acht werkdagen duren voor men een gebruikersnaam krijgt. Eerst wordt via de post een gebruikersnaam gestuurd en enkele dagen later een wachtwoord. DigiD werkt hier (nog) niet. 
Gegevens moeten worden ingevuld over:
- Prestaties binnenland
- Levering diensten met hoog tarief, met laag tarief, met overige tarieven, privégebruik en 0-tarief
- Verleggingsregelingen binnenland (betaalde btw)
- Prestaties naar/in het buitenland (naar landen buiten de EU, naar landen binnen de EU, installatie/afstandsverkopen). Hiervoor moet een extra opgave Opgaaf intracommunautaire prestaties gedaan worden
- Prestaties vanuit het buitenland (vanuit landen buiten de EU, vanuit landen binnen de EU)
- Voorbelasting en kleine ondernemers (voorbelasting, vermindering volgens de kleineondernemersregeling, schatting vorige aangiften, schatting deze aangifte).

Eventueel te betalen belasting dient binnen de gestelde termijn overgemaakt te worden.

## Belastingplichtige
Bij de omzetbelasting staat de belastingplichtige centraal. De wet op de omzetbelasting hanteert in artikel 7 van de wet de fictie dat een belastingplichtige ondernemer is.
De wet definieert het zijn van ondernemer als een ieder die een bedrijf uitoefent. Waarbij toegevoegd is dat onder een bedrijf ook verstaan wordt:
- een beroep;
- de exploitatie van een vermogensbestanddeel om er duurzaam opbrengst uit te verkrijgen.

In lid 6 van dit artikel is bepaald dat degene die anders dan ondernemer, een nieuw vervoermiddel levert die wordt verzonden of vervoerd naar een andere lidstaat, voor die levering als ondernemer wordt aangemerkt. Dit houdt in dat in deze gevallen een particulier ook belastingplichtig kan zijn voor de omzetbelasting.

## Belastbaar feit
Belastbare feiten zijn:
1. leveringen van goederen en diensten onder bezwarende titel. Dit betekent dat de levering of dienst die gratis (om niet) wordt verricht geen belastbaar feit is;
2. verwervingen uit andere EU-landen (intracommunautaire verwervingen) van goederen onder bezwarende titel: hier dient sprake te zijn van een ondernemer die goederen uit een ander EU-land verwerft. Behalve ondernemers kan het hier ook gaan om rechtspersonen die geen ondernemer zijn;
3. verwervingen van vervoermiddelen onder bezwarende titel uit een ander EU-land (intracommunautaire verwervingen): in dit geval is het niet van belang of de verwerver ondernemer, particulier of een rechtspersoon is. Zodra een vervoermiddel uit een ander EU-land wordt verworven is deze belastingplichtige voor de omzetbelasting.
4. invoer van goederen: ook hier is het niet van belang wie invoert. Bij invoer is de invoerder belastingplichtige.

Wat levering van goederen zijn is in de wet in de artikelen 3 en 3a geregeld. Diensten zijn alle prestaties die geen levering van goederen zijn in de zin van artikel 3 van de wet. Dit is in artikel 4 lid 1 van de wet geregeld.

## Plaats van levering
Om te bepalen waar een levering belast is, is het van belang om te weten waar de plaats van levering is. Alleen indien de plaats van levering zich in Nederland bevindt is deze daar belast. 
De plaats waar een levering wordt verricht is in de meeste gevallen de plek waar goed zich bevindt op het tijdstip van levering. Daar zijn een aantal uitzonderingen op:
- Als het goed in verband met de levering wordt verzonden of vervoerd (tenzij deze tijdelijk wordt  wordt gebruikt in de lidstaat van aankomst van de verzending of het vervoer ten behoeve van een door de ondernemer verrichte dienst) is de plaats van levering daar waar de verzending of het vervoer aanvangt.
- in geval van een levering van goederen aan boord van een schip, vliegtuig of trein en tijdens het gedeelte van een binnen de Unie verricht passagiersvervoer, de plaats van vertrek van het vervoer van passagiers.

Indien door een leverancier of in dienst opdracht goederen worden ingevoerd is de plaats van levering daar waar de goederen worden ingevoerd indien de plaats van vertrek van de verzending of het vervoer van de goederen in een derde-land (een niet EU-land) ligt.
Op deze bepalingen zijn in de wet vele uitzonderingen gemaakt in de artikelen 5a en 5b van de wet.

## Plaats van dienst
Net als bij een levering is het van belang te weten waar de plaats van dienst zich bevindt. Alleen als dat in Nederland is, is deze in Nederland belast. 
De hoofdregel is dat de plaats van dienst is:
- indien de dienst wordt verricht voor een ondernemer is de plaats van dienst daar waar die ondernemer de zetel van zijn bedrijfsuitoefening heeft gevestigd of in het geval van een vaste inrichting daar waar de vaste inrichting van deze onderneming zich bevindt;
- indien de dienst wordt verricht voor andere dan ondernemers dan is de plaats van dienst de woonplaats of de gebruikelijke verblijfplaats van de dienstverlener.

De wet noemt vervolgens allerlei uitzonderingen op deze hoofdregel. Zo bepaalt de wet dat de plaats van dienst bij personenvervoer daar is waar het vervoer zich bevindt. Indien het vervoer zich in meerdere lidstaten of derde-landen bevindt is de plaats van dienst dan ook in meerdere lidstaten of derde-landen. Andere uitzonderingen zijn onder andere voor diensten voor onroerend goed, restaurant- en cateringdiensten, kortdurende verhuur van een vervoermiddel en culturele, artistieke, sportieve, wetenschappelijke, educatieve, vermakelijkheids- of soortgelijke activiteiten.

## Tarieven
Binnen de omzetbelasting bestaan verschillende tarieven. Thans worden in Nederland de volgende tarieven gehanteerd: 
- een algemeen tarief van 21%,
- een verlaagd tarief van 9% en
- een nul-tarief.

In de uitvoeringssfeer wordt een door de staatssecretaris goedgekeurd tarief van 13% gehanteerd voor sportkantines ('kantine-regeling'). 

### Vrijgestelde prestaties
Over het leveren van bepaalde goederen, zoals in Nederland medicijnen op doktersrecept door een apotheek, en het verrichten van bepaalde diensten, zoals het geven van onderwijs, het verlenen van medische hulp en de meeste diensten, die een bank verleent, wordt geen omzetbelasting geheven. Deze leveringen en diensten zijn vrijgesteld. Anders dan bij iedere andere belasting heeft een vrijstelling in de OB wel een nadelig effect. Aan de ene kant rekent de ondernemer geen belasting over de prestatie, maar aan de andere kant kan de ondernemer de op de prestatie drukkende voorbelasting ook niet terugvragen. Er wordt wel eens gezegd: 'de vrijgestelde ondernemer is belast, de belaste ondernemer is vrijgesteld'. De hierop betrekking hebbende voorbelasting, zoals de btw die over kantoor-, telefoon- en accountantskosten in rekening is gebracht, kan dan niet verrekend worden. Deze btw behoort dan dus gewoon tot de bedrijfskosten.

### Het nultarief (0%)
Op goederen die vanuit Nederland naar een andere EU-lidstaat worden vervoerd drukt geen omzetbelasting. Hierop is het zogenaamde nultarief van toepassing. De ondernemer zal dan wel het btw-nummer van de klant moeten opvragen en periodiek een lijst overleggen aan de Belastingdienst (de zogenaamde 'listing'). Voorwaarde is dat er bij aankomst van de verzending of het vervoer belasting wordt afgedragen ter zake van de intracommunautaire verwerving van de goederen. Bijzonder aan het nultarief is dat de ondernemer wel zijn recht behoudt op aftrek van de voorbelasting. Dit in tegenstelling tot de vrijgestelde ondernemer. 
Bij het nultarief wordt onderscheid gemaakt tussen de intracommunautaire levering en export. Van een intracommunautaire levering is sprake in het geval dat een goed vanuit Nederland geleverd wordt naar een ander EU-land. Hierbij wordt de eis gesteld dat in het andere EU-land btw geheven wordt. Deze eis geldt niet bij uitvoer naar een niet-EU-land.

### Het 9% tarief
Voor bepaalde levering van goederen en diensten is sprake van een tarief van 9%. Om te bepalen welke goederen of diensten dit zijn is in de Wet op de omzetbelasting 1968 Tabel I toegevoegd. Hierop staat limitatief opgesomd in welke gevallen er sprake is van dit tarief. Hierbij kan gedacht worden aan de levering van voedingsmiddelen in de vorm van eet- en drinkwaren voor de menselijke consumptie. Bij diensten kan gedacht worden aan het herstellen van fietsen, schoeisel en kleding.
Categorie 7 van de genoemde bijlage luidt als volgt:
- Het verlenen van toegang tot shows, schouwburgen, circussen, kermissen, amusementsparken, concerten, musea, dierentuinen, bioscopen, tentoonstellingen en soortgelijke culturele evenementen en voorzieningen.
- Ontvangst van radio- en televisie-uitzendingen.

Voor veel van deze categorieën geldt in Nederland inderdaad het lage tarief, voor toegang tot toneel, opera, musicals, ballet, concerten, cabaret en lezingen was invoering van het hoge tarief per 1 januari 2011 onderdeel van het veel meer omvattende Belastingplan 2011. Dit laatste is door de Eerste Kamer aangenomen, maar slechts na de toezegging van de staatssecretaris dat hij een beleidsbesluit zou nemen om de verhoging voor podiumkunsten pas op 1 juli 2011 te laten ingaan, in afwijking van de ingangsdatum van 1 januari 2011 die in het Belastingplan staat. De staatssecretaris stelde eerst dat hij gezien de opstelling van de Tweede Kamer daar niet de politieke ruimte voor had, maar is toch overstag gegaan.
Voor kunstvoorwerpen, voorwerpen voor verzamelingen en ingevoerde antiquiteiten werd ook het algemene tarief ingevoerd, en hiervoor gold wel een ingangsdatum van 1 januari 2011. In het kader van het Stabiliteitsprogramma Nederland 2012 van april 2012 is met terugwerkende kracht tot 1 juli 2012 het lage tarief weer ingevoerd.
Voor bioscopen, actieve en passieve sport, circussen, kermissen, pretparken, dierenparken, musea, zwembaden, horeca, openbaar vervoer, taxi en besloten busvervoer is het lage tarief blijven gelden.
Om de stijging van de prijzen van aardgas, stadsverwarming en elektriciteit enigszins te dempen is de btw daarop voor de tweede helft van 2022 verlaagd van 21% naar 9%.
Zie voor de gehele lijst Tabel I bij de externe links: Wet op de omzetbelasting 1968.

### Het 21% tarief
De levering van goederen en diensten zijn belast tegen 21% btw, tenzij nadrukkelijk een ander tarief verklaard is.

## Aanhangig
Aanhangig in de Eerste Kamer is het Belastingplan 2025, dat onder meer in tabel I (goederen en diensten met laag btw-tarief) van de Wet OB 1968, onderdelen laat vervallen voor leveringen en diensten vanaf 1 januari 2026 (ook als die eerder zijn betaald). Het betreft onderdeel a, posten 29 en 30, en onderdeel b, posten 2, 3, 11, 14, onder c, d en f, 17 en 21, zie hieronder. Het vervallen van het lage tarief voor cultuur, media en sport is niet geamendeerd, maar er is wel overeengekomen dat de regering in het voorjaar van 2025 met een andere lastenverzwaring of bezuiniging komt, zo dat het hoge tarief op deze terreinen vanaf 2026 niet door hoeft te gaan.

a
```
   29.
```

```
       a. kunstvoorwerpen, voorwerpen voor verzamelingen en antiquiteiten, voor zover deze worden ingevoerd;
```

```
       b. kunstvoorwerpen voor zover deze worden geleverd door:
```

```
           1°. de maker of diens rechtverkrijgende onder algemene titel; of
```

```
           2°. een ondernemer, andere dan een wederverkoper, die ingevolge artikel 15, eerste lid, de belasting ter zake van zijn verkrijging volledig in aftrek brengt;
```

```
   30. boeken, met inbegrip van alle andere dan papieren fysieke dragers waarop de inhoud van een boek is aangebracht; digitale educatieve informatie die is aangebracht op fysieke dragers en die kennelijk uitsluitend of nagenoeg uitsluitend is bestemd voor informatieoverdracht in het onderwijs; dagbladen, weekbladen, tijdschriften en andere tenminste driemaal per jaar periodiek verschijnende uitgaven;
```

b.
```
   2. het uitlenen van goederen als bedoeld in post a 30;
```

```
   3. het geven van gelegenheid tot sportbeoefening en baden;
```

```
   11. het verstrekken van logies binnen het kader van het hotel-, pension- en vakantiebestedingsbedrijf aan personen die daar slechts voor een korte periode verblijf houden;
```

```
   12. het verstrekken van voedingsmiddelen als bedoeld in post a 1, voor gebruik ter plaatse binnen het kader van het hotel-, café-, restaurant-, pension- en aanverwant bedrijf;
```

```
   14. het verlenen van toegang tot:
```

```
       c. openbare musea of verzamelingen, daaronder begrepen nauw daarmee samenhangende leveringen van goederen, zoals catalogi, foto’s en fotokopieën;
```

```
       d. muziekuitvoeringen en toneeluitvoeringen, daaronder begrepen opera's, operettes, dansen, pantomimes, revues, musicals en cabarets, alsmede lezingen, met uitzondering van peepshows en andere optredens die primair zijn gericht op erotisch vermaak;
```

```
       f. sportwedstrijden, sportdemonstraties en dergelijke;
```

```
   17. het optreden door uitvoerende kunstenaars;
```

```
   21. het langs elektronische weg leveren of uitlenen van uitgaven als bedoeld in post a 30 of het verlenen van toegang tot nieuwswebsites zoals die van dagbladen, weekbladen en tijdschriften, mits deze uitgaven, onderscheidenlijk nieuwswebsites niet uitsluitend of hoofdzakelijk bestaan uit reclamemateriaal, of uit video-inhoud of beluisterbare muziek.
```

## Historische btw-tarieven in Nederland
| Ingangsdatum   | Percentage laag | Percentage normaal |
| -------------- | --------------- | ------------------ |
| 1 januari 1969 | 4%              | 12%                |
| 1 januari 1971 | 4%              | 14%                |
| 1 januari 1973 | 4%              | 16%                |
| 1 oktober 1976 | 4%              | 18%                |
| 1 januari 1984 | 5%              | 19%                |
| 1 oktober 1986 | 6%              | 20%                |
| 1 januari 1989 | 6%              | 18,5%              |
| 1 oktober 1992 | 6%              | 17,5%              |
| 1 januari 2001 | 6%              | 19%                |
| 1 oktober 2012 | 6%              | 21%                |
| 1 januari 2019 | 9%              | 21%                |

## Aftrek van voorbelasting
Onder voorwaarden mag de belastingplichtige op omzetbelasting die hij verschuldigd is de voorbelasting aftrekken. 
Het gaat hier om:
- omzetbelasting die door andere ondernemers aan de ondernemer verrichte leveringen en verleende diensten in rekening is gebracht;
- omzetbelasting die de ondernemer heeft betaald voor de door hem verrichte intracommunautaire verwervingen;
- omzetbelasting die de ondernemer verschuldigd is bij invoer van goederen uit niet-EU-landen.

Doorgaans wordt de voorbelasting verrekend met de door hem ingehouden btw, die hij aan de fiscus moet afdragen. Als de terug te ontvangen btw echter groter uitvalt dan de af te dragen btw, dan keert de Belastingdienst dit verschil daadwerkelijk uit. Dit komt voor bij exporteurs, die binnen het land inkopen en daarbij btw betalen, over de verkoop geldt bij export vaak een 0%-tarief (onder andere in Nederland en België), en dus krijgt de exporteur de betaalde btw terug van de fiscus.

### Alleen recht op aftrek bij belaste prestaties (pro rata)
Een voorwaarde is wel dat de aan de ondernemer in rekening gebrachte voorbelasting voor geleverde goederen of diensten door deze ondernemer worden gebruikt voor belaste handelingen. Indien de ondernemer de goederen voor niet belaste handelingen gebruikt dan is deze voorbelasting niet aftrekbaar. Denk hierbij aan een ondernemer die vrijgestelde prestaties verricht of die voor de omzetbelasting niet economische prestaties verricht. 
Als een ondernemer zowel belaste als vrijgestelde prestaties verricht (of zowel belaste als niet economische prestaties), dient deze in de administratie bij te houden welke voorbelasting betrekking heeft op de belaste en welke op de vrijgestelde prestaties.
De ondernemer dient de voorbelasting in dat geval toe te rekenen aan de belaste en niet belaste prestaties, waarbij alleen aan de belaste prestaties toe te rekenen voorbelasting aftrekbaar is. 
De voorbelasting waarbij dit onderscheid niet te maken is (gemengde kosten) wordt naar rato van de omzet verrekend. Dit wordt ook wel de (pre) pro rata regeling genoemd.. 
Als bijvoorbeeld de voorbelasting vrijgestelde prestaties € 2.500 bedraagt, op de belaste € 5.000 en op de gemengde kosten € 1.000 bedraagt; als de belaste omzet € 20.000 en de vrijgestelde omzet € 15.000 bedraagt dan mag de ondernemer 20/35e van € 1.000 is € 572 van de voorbelasting op de gemengde aftrekken. De totale aftrekbare voorbelasting bedraagt dan € 5.572.

### Compensatie van btw voor lagere overheden
Gemeenten en provincies betalen omzetbelasting over extern ingekochte diensten of goederen. In tegenstelling tot bedrijven kunnen zij die btw niet terugvorderen van de Belastingdienst. Om te voorkomen dat extern ingekochte diensten daarmee duurder zouden worden dan intern uitgevoerde activiteiten, is in 2003 het btw-compensatiefonds ingesteld, waar gemeenten en provincies de betaalde btw kunnen terugvragen.

### btw-richtlijn
De huidige systematiek van de wet op de omzetbelasting 1968 is met name gebaseerd op de btw-richtlijn (voluit: Richtlijn 2006/112/EG (btw-richtlijn 2007; V-N 2007/3.6.1). Deze richtlijn heeft op 1 januari 2007 de Zesde richtlijn vervangen.
De richtlijn heeft de bedoeling de heffing van btw binnen de EU te harmoniseren. Dit door te omschrijven hoe de omzetbelasting in de EU-landen geheven dient te worden. Het kan zijn dat de richtlijn afwijkt van nationale regels. In dit geval zijn er twee mogelijkheden:
- de regels in de richtlijn zijn gunstiger voor de belastingplichtige: in dit geval kan de belastingplichtige zich via de rechter beroepen op de richtlijn;
- de nationale regels zijn gunstiger voor de belastingplichtige: in dit geval is de belastingplichtige verplicht zich te houden aan de nationale regels en mag hij zich niet beroepen op de richtlijn.